# Yeison Mena Murillo
Yeison Mena Murillo (Quibdó, Colombia; 15 de noviembre de 1993) es un futbolista colombiano, se desempeña en el terreno de juego como defensor y su club actual es el Deportivo Riestra de la Primera División.

## Trayectoria
Inició su carrera profesional en Sportivo Estudiantes, debutando en 2015 por la Primera B Nacional en un encuentro ante Patronato. En sus primeras temporadas acumuló 16 presencias en el equipo puntano, incluyendo el encuentro en el que su escuadra fue eliminada de la Copa Argentina por River Plate. En el Campeonato 2016-17 se consolidó como habitual titular, con 21 partidos disputados en la campaña que acabó con su equipo logrando la permanencia con 4 puntos de ventaja sobre el descendido Central Córdoba.
En 2017 Mena Murillo fichó por el Deportivo Riestra, también de la segunda división, haciendo su debut en la primera fecha en el triunfo de su equipo ante Deportivo Morón. Murillo completaría 14 partidos en la temporada 2017-18, en que su club no logró evitar el descenso merced a una sanción de 10 puntos a raíz de incidentes la temporada anterior. Ya disputando la Primera B en la temporada siguiente Murillo Mena acumuló 33 presencias más, logrando con el Malevo el regreso a segunda división al conseguir el cuarto lugar del campeonato.
De vuelta en la Primera Nacional Mena Murillo sería el zaguero titular en 18 partidos de la temporada 2019-20, suspendida debido a la pandemia de COVID-19. Con el regreso de la práctica del fútbol profesional Murillo participó en 6 cotejos del Campeonato de Transición 2020, en el que Riestra avanzó hasta los cuartos de final del Torneo Reducido. En una campaña 2021 sin buenos resultados para el equipo, Mena Murillo sumó 21 apariciones para el Malevo, casi siempre en el once inicial. En el campeonato 2022 Murillo se consolidó como una pieza fundamental en la formación del equipo a cargo de Guillermo Duró primero, y Cristian Fabbiani después, logrando la clasificación al Torneo Reducido, en el que, con Murillo en el once inicial, fue tempranamente eliminado por Estudiantes (Río Cuarto). Para el campeonato 2023 Murillo perdería regularidad tras la salida de Fabbiani de la dirección técnica. En el Torneo Reducido, bajo las órdenes de Matías Módolo, el Deportivo Riestra selló su pasaje a la Primera División por primera vez en su historia.
Mena Murillo debutó en 2024 en Primera División, en el partido en que su equipo enfrentó a Gimnasia y Esgrima La Plata por la Copa de la Liga Profesional.

## Estadísticas
Actualizado al último partido disputado el 1 de junio de 2024.
| Club                                                                             | Div.                | Temporada           | Liga  | Liga  | Copas Nacionales (1) | Copas Nacionales (1) | Copas Internacionales | Copas Internacionales | Total | Total |
| Club                                                                             | Div.                | Temporada           | Part. | Goles | Part.                | Goles                | Part.                 | Goles                 | Part. | Goles |
| -------------------------------------------------------------------------------- | ------------------- | ------------------- | ----- | ----- | -------------------- | -------------------- | --------------------- | --------------------- | ----- | ----- |
| Estudiantes (San Luis) Argentina                                                 | 2.ª                 | 2015                | 7     | 0     | —                    | —                    | —                     | —                     | 7     | 0     |
| Estudiantes (San Luis) Argentina                                                 | 2.ª                 | 2016                | 7     | 0     | 2                    | 0                    | —                     | —                     | 9     | 0     |
| Estudiantes (San Luis) Argentina                                                 | 2.ª                 | 2016-17             | 21    | 0     | —                    | —                    | —                     | —                     | 21    | 0     |
| Estudiantes (San Luis) Argentina                                                 | Total               | Total               | 35    | 0     | 2                    | 0                    | 0                     | 0                     | 37    | 0     |
| Deportivo Riestra Argentina                                                      | 2.ª                 | 2017-18             | 14    | 0     | —                    | —                    | —                     | —                     | 14    | 0     |
| Deportivo Riestra Argentina                                                      | 3.ª                 | 2018-19             | 32    | 0     | 1                    | 0                    | —                     | —                     | 33    | 0     |
| Deportivo Riestra Argentina                                                      | 2.ª                 | 2019-20             | 18    | 0     | 1                    | 0                    | —                     | —                     | 19    | 0     |
| Deportivo Riestra Argentina                                                      | 2.ª                 | 2020                | 5     | 0     | —                    | —                    | —                     | —                     | 5     | 0     |
| Deportivo Riestra Argentina                                                      | 2.ª                 | 2021                | 21    | 0     | —                    | —                    | —                     | —                     | 21    | 0     |
| Deportivo Riestra Argentina                                                      | 2.ª                 | 2022                | 35    | 0     | 0                    | 0                    | —                     | —                     | 35    | 0     |
| Deportivo Riestra Argentina                                                      | 2.ª                 | 2023                | 14    | 0     | 1                    | 0                    | —                     | —                     | 15    | 0     |
| Deportivo Riestra Argentina                                                      | 1.ª                 | 2024                | 3     | 0     | 2                    | 0                    | —                     | —                     | 5     | 0     |
| Deportivo Riestra Argentina                                                      | Total               | Total               | 142   | 0     | 5                    | 0                    | 0                     | 0                     | 147   | 0     |
| Total en su carrera                                                              | Total en su carrera | Total en su carrera | 177   | 0     | 7                    | 0                    | 0                     | 0                     | 184   | 0     |
| (1) Copas nacionales incluye la Copa Argentina y la Copa de la Liga Profesional. |                     |                     |       |       |                      |                      |                       |                       |       |       |

## Palmarés

### Otros logros
| Logro                               | Equipo            | País      | Año  |
| ----------------------------------- | ----------------- | --------- | ---- |
| Torneo Reducido de Primera Nacional | Deportivo Riestra | Argentina | 2023 |